# John Atcherley Dew

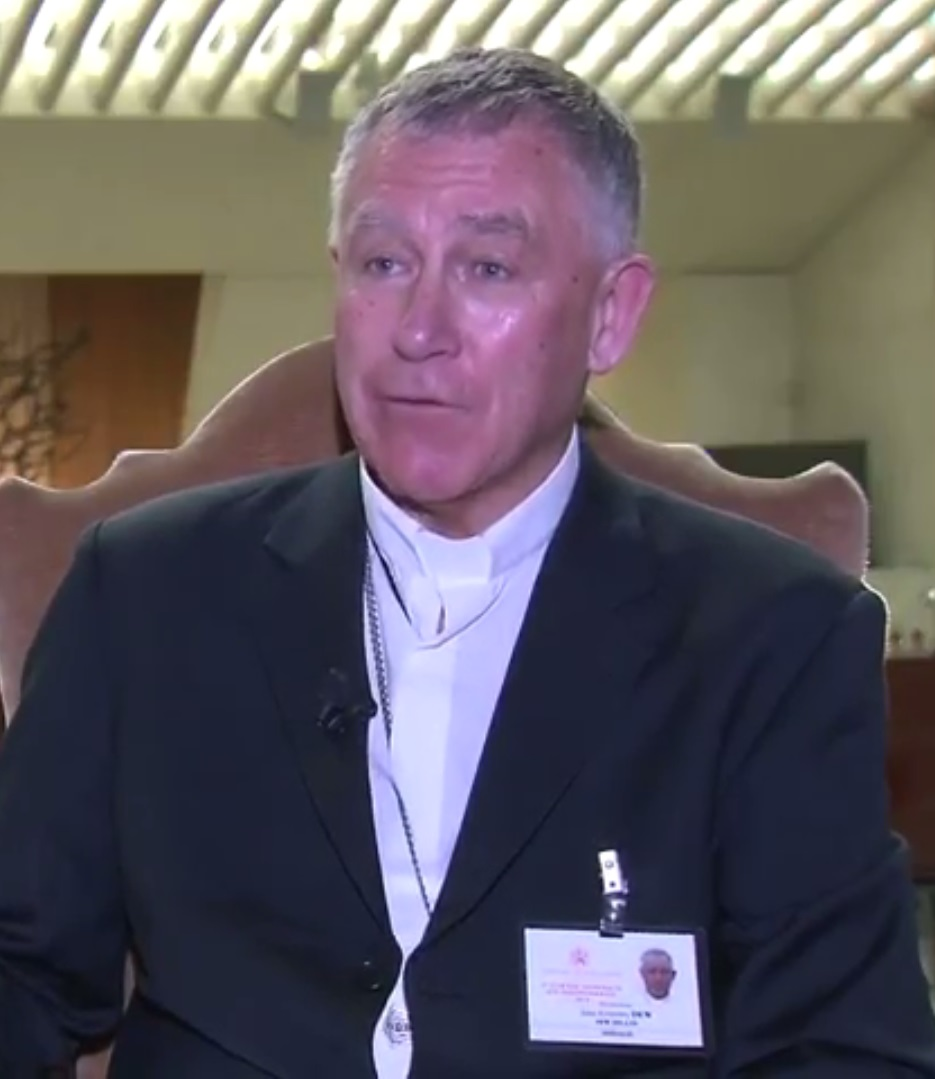
John Atcherley Dew (2014)

Kardinalswappen von John Atcherley Dew

John Atcherley Kardinal Dew (* 5. Mai 1948 in Waipawa, Neuseeland) ist ein neuseeländischer Geistlicher und emeritierter römisch-katholischer Erzbischof von Wellington. 

## Leben
John Atcherley Dew studierte am Holy Name Seminary-Priesterseminar von Christchurch Philosophie und am Holy Cross College Katholische Theologie. Er empfing am 9. Mai 1976 das Sakrament der Priesterweihe durch Reginald Kardinal Delargey. Er war Seelsorger in der Gemeinde St. Joseph in Upper Hutt (1976–1979) und im Bistum Rarotonga (1980–1982). Von 1983 bis 1987 war er Diözesanjugendseelsorger und zudem für die Cook Islands Maori Community zuständig. Von 1988 bis 1991 lehrte er am Holy Cross College in Mosgiel. Nach einem Aufbaustudium in Spiritualität am Institute of St. Anselm im britischen Kent war er von 1993 bis 1995 Gemeindepfarrer von St. Anne in Newtown.
Am 1. April 1995 ernannte ihn Papst Johannes Paul II. zum Weihbischof in Wellington und zum Titularbischof von Privata. Die Bischofsweihe spendete ihm Thomas Stafford Kardinal Williams am 31. Mai desselben Jahres; Mitkonsekratoren waren Denis Browne, Bischof von Hamilton, und Peter James Cullinane, Bischof von Palmerston North. Am 24. Mai 2004 ernannte Papst Johannes Paul II. John Atcherley Dew zum Koadjutorerzbischof von Wellington. Mit der Annahme des altersbedingten Rücktrittsgesuchs seines Vorgängers Kardinal Williams am 21. März 2005 folgte er ihm als Erzbischof von Wellington nach. Am 1. April 2005 wurde er zusätzlich zum Militärbischof von Neuseeland ernannt.
Dew ist Präsident der Föderation der Katholischen Bischofskonferenzen von Ozeanien (FCBCO). Er spricht sich für die Zulassung wiederverheirateter Geschiedener zur Kommunion aus.
Da das Erzbistum Wellington ein traditionell mit der Kardinalswürde verbundener Bischofssitz ist, galt Dew seither als Anwärter auf das Kardinalat. Im Konsistorium vom 14. Februar 2015 kreierte ihn Papst Franziskus zum Kardinal und ernannte ihn zum Kardinalpriester mit der Titelkirche Sant’Ippolito.
Seit dem 4. Oktober 2019 ist er zusätzlich Apostolischer Administrator des vakanten Bistums Palmerston North.
Am 5. Mai 2023, seinem 75. Geburtstag, nahm der Papst seinen Rücktritt als Erzbischof von Wellington an. Am 27. Mai desselben Jahres wurde auch sein Rücktritt vom Amt des Militärbischofs der neuseeländischen Streitkräfte angenommen. Nach dem Tod von Papst Franziskus nahm Kardinal Dew am Konklave 2025 teil, das Leo XIV. wählte.

## Mitgliedschaften
Kardinal Dew ist Mitglied folgender Dikasterien der römischen Kurie:
- Kongregation für die Evangelisierung der Völker (seit 2015)[9]
- Dikasterium zur Förderung der Einheit der Christen (seit 2015)[9]
- Dikasterium für den Gottesdienst und die Sakramentenordnung (seit 2016)[10]